# WOWOWの海外ドラマ一覧
WOWOWの海外ドラマ一覧（ワウワウのかいがいドラマいちらん）は、日本の民間衛星放送局であるWOWOWで放送された、もしくは予定のある海外ドラマを記した一覧である。
主にアメリカ合衆国の作品を多く放送する。代表的なものとしてはCSIシリーズを初めとするジェリー・ブラッカイマーの作品やHBOの作品などを多く放送している。また、テレビ映画は特にテレビ作品だと位置づけず、発掘シネマ（サンデー/サタデー）の枠で未公開映画として放送されることもある。
また、2004年からはアジア圏の作品やコメディUK!としてイギリスのコメディ作品も多く放送されるようになった。2006年10月からはドラマ黄金時代と題した枠で『拳銃無宿』『サンセット77』などの旧作も放送されている。
2008年からは海外ドラマの情報番組『デーブ&麻里の海外ドラマNAVI』をスタート。土曜日からの1週間のWOWOW海外ドラマの情報の他、最新の海外ドラマ情報も伝える。
以下の並びは放送（開始）順となっている。また、太字は現在シリーズが継続放送中の作品である。

## シリーズ作品

### アメリカ
- パレスガード〜今日もホテルは大騒ぎ
- うわさの刑事 テキーラとボネッティ
- タイムマシーンにお願い
- たどりつけばアラスカ
- リーズナブル・ダウト〜静かなる検事記録
- ハット・スクワッド 帽子の騎士たち
- ザ・ハイツ〜青春のラプソデイー
- メルローズ・プレイス
- ツイン・ピークス
- サンフランシスコの空の下
- 新アウターリミッツ
- フレンズ
- フリッパー
- VR.5
- ダークスカイ
- フェリシティの青春
- となりのサインフェルド （第4シーズンと第5シーズンのみ）
- ドーソンズ・クリーク （第5シーズンより副題に「青春の輝き」）
- サード・ウォッチ （第4シーズンより副題に「NY事件ファイル」）
- ザ・ソプラノズ 哀愁のマフィア
- SEX AND THE CITY
- ブルックリン74分署
- シークレット・エージェントマン
- CSI:科学捜査班
- CSI:マイアミ
- マイ・ビッグ・ファット・ライフ
- グルメ探偵 ネロ・ウルフ
- ジョーイ
- 4400 未知からの生還者
- コールドケース
- CSI:ニューヨーク
- グレイズ・アナトミー
- ミディアム 霊能者アリソン・デュボア
- ザ・ユニット 米軍極秘部隊
- ROME［ローマ］
- クリミナル・マインド FBI行動分析課
- 恋するブライアン
- プライベート・プラクティス 迷えるオトナたち
- ハーパーズ・アイランド 惨劇の島
- 救命医ハンク セレブ診療ファイル
- ナース・ジャッキー
- 私はラブ・リーガル
- クリミナル・マインド 特命捜査班レッドセル
- リゾーリ&アイルズ ヒロインたちの捜査線
- ザ・ケープ 漆黒のヒーロー
- ボードウォーク・エンパイア 欲望の街
- ER 緊急救命室
- ボディー・オブ・プルーフ
- ナイトシフト 真夜中の救命医
- 新スーパーマン

### イギリス
- プリズナーNO.6
- シークレット・アイズ〜華麗なる作戦
- S.A.S. 英国特殊部隊
- ジキル
- キケンな女刑事 バック・トゥ・80's
- 内部告発
- アンフォーギヴン 記憶の扉

コメディUK!
- The Office
- ザ・スケッチショー
- リトル・ブリテン
- エキストラ:スターに近づけ!
- ハイっ、こちらIT課!
- ロブの「この年、オレ年」
- ピープ・ショー ボクたち妄想族
- おーい、ミッチェル! はーい、ウェッブ!!
- Yes?No?ワケあり男女のルームシェア
- リトル・ブリテンUSA
- マットとデヴィッド ボクたち空港なう。

### 韓国
- 夏の香り
- 秋の童話
- 1%の奇跡
- Happy Together
- ポップコーン
- ロー・ファーム 法律事務所
- 私の名前はキム・サムスン
- キツネちゃん、何しているの?
- ある素敵な日
- エア・シティ
- 犬とオオカミの時間
- BAD LOVE〜愛に溺れて〜
- 食客
- スターの恋人
- カインとアベル
- 結婚できない男
- ソル薬局の息子たち
- 太陽をのみ込め
- 怪しい三兄弟
- ロードナンバーワン
- カムバック・マドンナ〜私は伝説だ〜
- ATHENA-アテナ-
- 結婚してください!?
- 笑ってトンヘ
- 烏鵲橋の兄弟たち
- ロマンスタウン
- 栄光のジェイン
- 天上の花園
- 負けたくない!

### カナダ
- ザ・コミッシュ
- リ・ジェネシス バイオ犯罪捜査班

- ワイルドカード〜捜査バディは天才詐欺師!?〜

### ドイツ
- スパイ・エンジェル
- GSG-9 対テロ特殊部隊

### 中国
- 101回目のプロポーズ（中国・韓国合作作品）
- 孫子《兵法》大伝
- 孔子
- 項羽と劉邦 King's War
- 三国志 〜趙雲伝〜
- 三国志〜司馬懿 軍師連盟〜
- 如懿伝 〜紫禁城に散る宿命の王妃〜
- 長安二十四時
- 陳情令
- 大明皇妃 -Empress of the Ming-
- 九州縹緲録
- 夢幻の桃花 〜三生三世枕上書〜
- ロング・ナイト 沈黙的真相
- ロング・シーズン 長く遠い殺人

### その他
- キングダム （デンマーク作品・下記「キングダム・ホスピタル」のオリジナル）
- アウトサイダー〜闘魚〜 （台湾作品）
- アラン・ドロンの刑事フランク・リーヴァ （フランス作品）

## ミニシリーズ・テレビ映画
以下は、主にアメリカ作品である。また、WOWOWにおいて映画扱いとして放送されたものに関しては載せていない（一部例外あり）。
- グッドラックサイゴン
- デイン家の呪い
- 恐竜王国
- エマニュエル 媚薬の香り（フランス作品）
- 女彫刻家（イギリス作品）
- パンドラ・クロック 人類滅亡へのフライト（イギリス作品）
- ベラ・マフィア ファミリーの女たち
- キラー･ネット 殺人ゲームへようこそ（イギリス作品）
- 最終審判 欲望のナイフ（イギリス作品）
- アルケミスト 背徳の遺伝子操作（イギリス作品）
- ナイトワールド
- 生存者
- スティーヴン・キングのローズレッド
- バンド・オブ・ブラザース
- TAKEN
- ヒットラー
- 失われた世界
- エンジェルス・イン・アメリカ
- スティーヴン・キングのキングダム・ホスピタル
- ラストキングダム 10番目の王国
- ザ・グリッド
- キング・ソロモンの秘宝
- 5デイズ
- トルネード〜巨大竜巻発生〜
- アークエンジェル 独裁者スターリンの謎（イギリス作品）
- 合衆国壊滅 M10.5
- 合衆国崩壊の日（カナダ作品）
- 地底探険 センター・オブ・ジ・アース
- メサイア 血塗られた救世主（イギリス作品）
- MI6 英国秘密情報部（イギリス作品）
- リカウント アメリカが揺れた36日間
- 壊滅暴風圏/カテゴリー6
- 壊滅暴風圏II/カテゴリー7
- ザ・パシフィック
- 凶悪海域 シャーク・スウォーム
- 犯罪捜査官 アナ・トラヴィス（イギリス作品）

### WOWOWプレミア
- レッドフォン
- ニュルンベルク軍事裁判
- ライブラリアン 伝説の秘宝
- スティーヴン・キングのデスペレーション （映画扱いとして放送）
- バミューダ・トライアングル
- 大草原の小さな家 （2005年版）
- 9.11への道
- ライン・オブ・ビューティ 愛と欲望の境界線（イギリス作品）
- 追憶の街 エンパイア・フォールズ
- セックス・トラフィック（イギリス作品）
- 印象派 若き日のモネと巨匠たち
- ニーベルングの指環
- ナターシャの歌に（イギリス作品）
- ある日ダウニング街で（イギリス作品）
- ブロークン・トレイル 遥かなる旅路
- スティーヴン・キング 8つの悪夢
- 茨の城（イギリス作品）
- 13 thirteen～マスターズ・オブ・ホラー2～（第1弾も合わせて集中放送）
- キル・ポイント
- ダニエル・ラドクリフのマイ・ボーイ・ジャック（イギリス作品）
- ロスト・ルーム（イギリス作品）
- 刑事ヴァランダー 白夜の旋律（イギリス作品）
- キス・オブ・デス（イギリス作品）
- ロンドン・ホスピタル 1906年の救急病棟（イギリス作品）
- バーン・アップ 石油利権の闇（イギリス作品）
- ラスト・エネミー 監視国家の陰謀（イギリス作品）
- パンデミック・アメリカ
- ホワイトチャペル 終わりなき殺意（イギリス作品）
- グレイ・ガーデンズ 追憶の館
- 連続誘拐（イギリス作品）
- アンフォーギヴン 記憶の扉（イギリス作品）
- スリープ・ウィズ・ミー 情欲の果て（イギリス作品）
- 大暴落 サブプライムに潜む罠（イギリス作品）
- リーマン・ブラザーズ 最後の4日間（イギリス作品）
- チャーチル 第二次大戦の嵐
- ジェネレーション・キル 兵士たちのイラク戦争
- 死を処方する男 ジャック・ケヴォーキアンの真実